# József Turay
József Turay (* 1. März 1905 in Eger, Österreich-Ungarn; † 24. Juni 1963 in Budapest, Ungarn) war ein ungarischer Fußballspieler, der in der Zwischenkriegszeit mit Ferencváros und der Hungária fünf Meistertitel und den Mitropacup gewann und mit der ungarischen Nationalmannschaft 1938 Vizeweltmeister wurde.

## Vereinskarriere
Turay begann seine Laufbahn beim Röppentyű utcai SC, von wo er 1926 mit Einführung des Profifußballs von István Tóth-Potya zum Ferencvárosi FC in die höchsten ungarischen Spielklasse geholt wurde. Dort war der Mittelstürmer zunächst nur Ersatz, da diese Position vom arrivierten Mihály Pataki besetzt war. Turay kam entsprechend nur zu wenigen Einsätzen, konnte aber schon in seiner ersten Saison bei den Franzensstädtern das Double feiern. Nachdem Pataki seine Karriere beendet hatte, übernahm Turay dessen Position und konnte sich in einer Sturmreihe mit Vilmos Kohut und József Takács rasch etablieren.
Der beidbeinige Stürmer konnte sich dadurch auszeichnen, dass er seinen Sturmpartnern zu einer Reihe von Torchancen verhalf, aber auch selbst torgefährlich war und durch seine Sprungkraft auch im Kopfballspiel überzeugte. Nachdem 1927 das zweite Double in Folge gewonnen wurde, waren die Grün-Weißen auch für den Mitropacup qualifiziert. Durch Siege über den Beogradski SK und den SK Admira Wien erreichte die Mannschaft das Finale, wo der SK Rapid Wien wartete. Schon im Hinspiel machten die Ungarn mit einem 7:1 alles klar, das 3:5 im Rückspiel war danach nur mehr Formsache, wobei sich auch Turay mit einem Tor beteiligte.
1932 konnte ein weiterer Meistertitel erreicht werden, diesmal war Ferencváros eine Klasse für sich, gewann sämtliche 22 Meisterschaftsspiele und erzielte mit einer Sturmreihe, zu der neben Turay, Takács und Kohut mittlerweile auch Géza Toldi und Mihály Táncos gestoßen waren, insgesamt 105 Tore. In diesem Jahr wurde er auch zum ungarischen Fußballer des Jahres gewählt. Nach einem dritten Cupsieg verließ Turay 1933 den Verein und schloss sich dem Lokalrivalen Hungária FC an.
Bei den Blau-Weißen stand allerdings mit László Cseh ein hervorragender Mittelstürmer im Aufgebot und Turay übernahm die Position des Mittelläufers. Dort gab er durch sein Arbeitspensum und seine unspektakuläre, aber effektive Arbeitsweise der Mannschaft Rückhalt und konnte an der Seite von Gusztáv Sebes unter Trainer Alfréd Schaffer zwei weitere Meistertitel zu seiner Sammlung hinzufügen. Bei der Hungária blieb er bis 1940, eher der Verein vom Horthy-Regime aufgelöst wurde und beendete danach seine Karriere beim Ganz TE und beim Újvidéki AC.

## Nationalmannschaft
Erstmals lief der Mittelstürmer im April 1928 für die Ungarn aufs Feld, als die Tschechoslowakei im Rahmen des Nationencup mit 2:0 besiegt wurde. Wenige Monate später erzielte er im selben Bewerb gegen die Schweiz sein erstes Tor. Turay gehörte auch zu jener Mannschaft, die 1930 durch eine Heimniederlage gegen Italien den Sieg bei diesem erstmals ausgetragenen Európa Kupa noch aus der Hand gab.
Turay hatte sich mittlerweile einen Stammplatz in der Nationalmannschaft erobert, wo er fallweise auch als Linksverbinder zum Einsatz kam. Durch seinen Wechsel von Verein und Spielposition wurde er jedoch zunächst nicht weiter berücksichtigt. Zwar gehörte er zum Aufgebot der Ungarn bei der Weltmeisterschaft 1934, kam aber dort nicht zum Einsatz. Erst ab 1935 fand er wieder in Länderspielen Berücksichtigung und es gelang ihm, György Szűcs den Stammplatz als Mittelläufer abzujagen.
In den nächsten Jahren spielte er wieder regelmäßig für Ungarn und lief auch bei der Weltmeisterschaft 1938 in sämtlichen Spielen bis einschließlich des Halbfinales auf. Nach dem 5:1 gegen Schweden entschloss sich die Teamführung aber zu einigen taktischen Umstellungen für das Finale, wozu auch die Position des Mittelläufers gehörte. Im Finale spielte Szűcs und Turay musste zusehen, als die Ungarn mit 2:4 unterlagen.
Danach bestritt er noch vier weitere Länderspiele und beendete 1939 gegen Polen nach 48 Einsätzen und elf Toren seine internationale Karriere.

## Erfolge
- Vizeweltmeister: 1938
- Mitropapokalsieger: 1928
- Ungarischer Meister: 1926/27, 1927/28, 1931/32, 1935/36, 1936/37
- Ungarischer Pokalsieger: 1926/27, 1927/28, 1932/33
- 48 Spiele und 11 Tore für die ungarische Fußballnationalmannschaft: 1928–1939